# Slottsbergets hambo å andra valser
Slottsbergets hambo å andra valser är ett studioalbum av den svenska proggruppen Arbete & fritid tillsammans med Rolf Lundqvist, utgivet på skivbolaget MNW 1972 (skivnummer MNW 26P/MNWCD 3005). Skivan var bandet första för MNW. 2005 utgavs den på CD.

## Låtlista

### LP-versionen
A
1. "Slottsbergets hambo" – 3:01
2. "Te-Tegner" – 0:59
3. "Giv oss våra dagliga bröder" – 3:06
4. "Sveriges undervattensbåt" – 9:52
5. "Ingenallsvals" – 0:17
6. "Jass" – 0:38
7. "Öppet spjäll" – 0:05
8. "Valter Wält, David frost, Holy Ghost" – 0:38
9. "Heavy Eddy" – 1:30
10. "När jag föddes" – 0:27

B
1. "Hör/Ave Maria" – 4:13
2. "Flöjtlåt" – 0:38
3. "I ur å skur/Tokvalsen" – 5:56
4. "Berätta ska jag/Tango chromatique" – 4:07
5. "Dikter" – 3:26
6. "Getlåten" – 3:09
7. "My Good-Night Walz for You" – 1:00

### CD-versionen
1. "Slottsbergets hambo" – 3:01
2. "Te-Tegner" – 0:59
3. "Giv oss våra dagliga bröder" – 3:06
4. "Sveriges undervattensbåt" – 9:52
5. "Ingenallsvals" – 0:17
6. "Jass" – 0:38
7. "Öppet spjäll" – 0:05
8. "Valter Wält, David frost, Holy Ghost" – 0:38
9. "Heavy Eddy" – 1:30
10. "När jag föddes" – 0:27
11. "Hör/Ave Maria" – 4:13
12. "Flöjtlåt" – 0:38
13. "I ur å skur/Tokvalsen" – 5:56
14. "Berätta ska jag/Tango chromatique" – 4:07
15. "Dikter" – 3:26
16. "Getlåten" – 3:09
17. "My Good-Night Walz for You" – 1:00
18. "Som kilar" – 10:59

## Medverkande
- Tord Bengtsson – elbas, munspel, piano, fiol, elorgel, kör
- Jan Bergh – banjo
- Torsten Eckerman – trumpet, elorgel, slagverk, piano, tamburin
- Daniel Karlsson – orgel
- Ove Karlsson – gitarr, sång, elbas, cello
- Roland Keijser – saxofon, elorgel, harskramla, flöjt
- Rolf Lundqvist – sång, visselpipa, läsning
- Bosse Skoglund – trummor, bjällra

### Fotnoter
1. ↑  ”Slottsbergets hambo å andra valser”. Discogs.com. http://www.discogs.com/Rolf-Lundqvist-Arbete-Fritid-Slottsbergets-Hambo-Andra-Valser/release/1340306. Läst 4 september 2012.